# Artorima
Artorima (лат.) — монотипный род однодольных растений семейства Орхидные (Orchidaceae), включающий вид Artorima erubescens (Lindl.) Dressler & G.E. Pollard. Выделен ботаниками Робертом Льюисом Дресслером и Гленном Поллардом в 1971 году.
Вид Artorima erubescens первоначально описывался в составе рода Epidendrum под таксономическим названием Epidendrum erubescens Lindl.basionym.

## Распространение и среда обитания
Единственный вид является эндемиком Мексики, известный из горных вершин Южной Сьерры-Мадре в штатах Оахака и Герреро.
Встречаются в туманных вечнозелёных лесах, предпочитают прохладные участки с повышенной влажностью.

## Общая характеристика
Эпифитные растения.

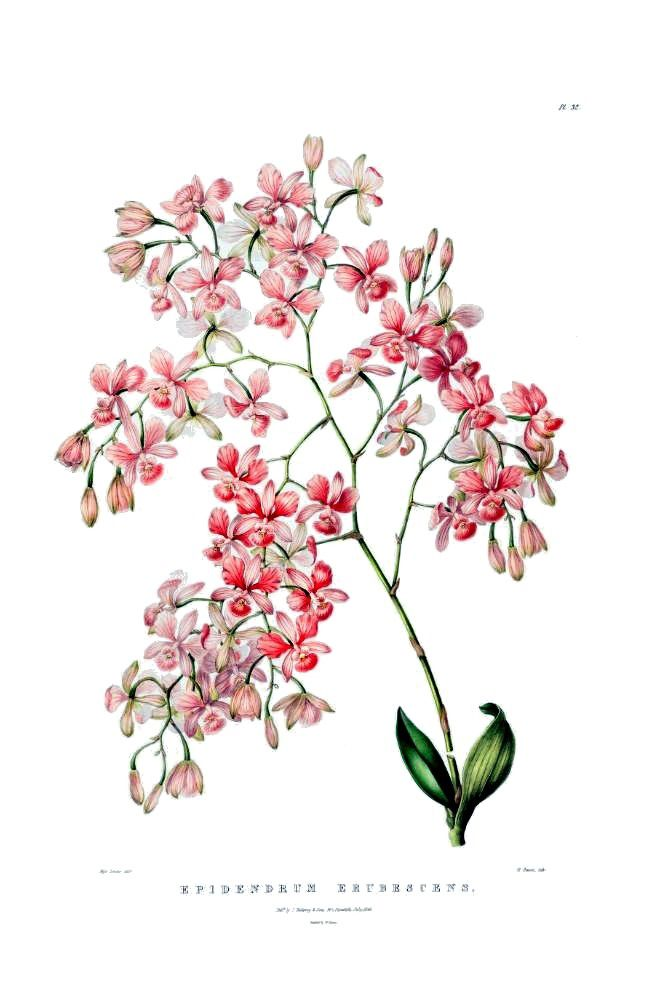
Ботаническая иллюстрация (1843)

Корневище утолщённое, с широко конически-яйцевидной псевдобульбой.
Листьев по 3—6 на растении, формой от эллиптических до продолговато-ланцетовидных.
Соцветие — рыхлая метёлка. Одно растение может нести разное количество цветков — от 6 до 100; цветки ароматные, эффектные.
Цветут зимой и ранней весной.

## Значение
Artorima erubescens пользуются успехом у местных жителей как рождественские украшения в церквях и импровизированных вертепах.
Культивируются. Прохладный температурный режим, необходимый для цветения этих орхидей, усложняет их выращивание в теплицах.

## Природоохранная ситуация
Из-за лесозаготовок численность популяций Artorima erubescens начинает снижаться.